# 파장판
파장판(波長板, 영어: waveplate)은 이를 통과하는 빛의 편광상태를 바꾸어주는 광학 소자이다. 위상지연자(位相遲延子, 영어: retarder)라고도 한다. 전자기파가 파장판을 통과하면 편광 방향(전기장 벡터 방향)이 광축에 평행하거나 수직한 두 성분(정상광선과 이상광선)의 합이 되고, 파장판의 복굴절과 두께에 따라 두 성분의 벡터합이 변하게 되므로 통과한 후의 편광 방향이 달라지게 된다.
이 때, 빛의 편광방향을 90도 변화시키는 것을 반파장판(半波長板, half-wave plate)이라 하고, 180 도 변화시키는 것을 한파장판(영어: full-wave plate)라고 한다.
한편, 파장판의 복굴절 정도가 {\displaystyle \Delta n\,}, 두께가 {\displaystyle \,L}일 때, 이 판을 통과하는 파장 {\displaystyle \lambda \,}인 빛의 위상 변화 {\displaystyle \Gamma \,}는 다음과 같다.
{\displaystyle \Gamma =2\pi \,\Delta n\,L/\lambda .}

## 같이 보기
- 편광
- 복굴절